# كرنب توسكاني
كرنب لاشيناتو، المعروف أيضًا باسم الكرنب التوسكاني، الكرنب الإيطالي، كرنب الديناصورات، الكرنب، الكرنب ذو الظهر المسطح، كرنب شجرة النخيل، نخيل التوسكاني الأسود، أو، في الإيطالية وغالبًا في الإنجليزية،cavolo nero، هو ضرب من الكرنب من مجموعة الكرنب اللارؤوسي من مستنبتات الكرنب المزروعة من أجل أوراقها الصالحة للأكل. يتمتع اللاكيناتو بتقليد طويل في المطبخ الإيطالي ، وخاصة في تسكانة، حيث زُرعت لعدة قرون، وهو أحد المكونات التقليدية لشوربة المينستروني [الإنجليزية] والريبوليتا [الإنجليزية].

## الوصف

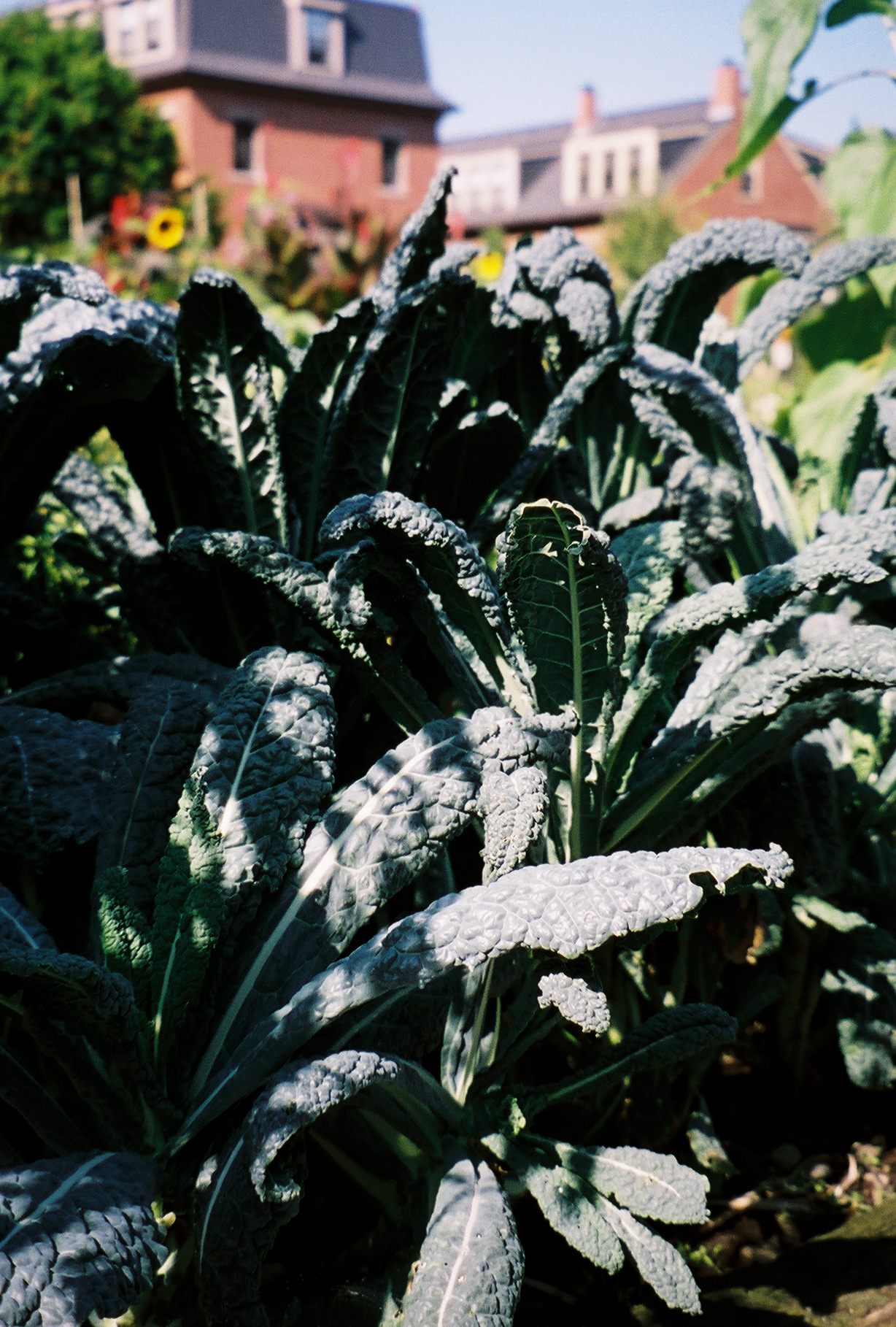
الكرنب التوسكاني (الكافولو نيرو) ينمو في حديقة سيروسلت.

ينمو الكرنب التوسكاني بطول 60 إلى 90 سنتيمتر (2 إلى 3 قدم) وله أوراق زرقاء داكنة خضراء ذات «نسيج منقوش»؛ ويوصف مذاقه بأنه «أحلى قليلاً وأكثر رقة» من الكرنب المجعد و«مر قليلاً [وترابي]». يُطلق على صنف التوسكاني أحيانًا اسم كرنب الديناصور لأن أوراقه ذات النتوءات قد تشبه شكل جلد الديناصور، وربما لأن المظهر الفريد للأوراق يذكرنا بالنباتات البدائية. سُميت بسبب مذاقها بـ«المفضلة في عالم الطهي».

## التحضير والأطباق
الكرنب التوسكاني، مثل معظم أنواع الكرنب الأخرى، عادة ما تُبيض أولاً، ثم تُقلى مع مكونات أخرى ذات نكهة؛ في المطبخ الكامباني، غالبًا ما يُضاف سمك البلمية. يُستخدم عادةً في المعكرونة والحساء، ولكن يمكن أيضًا تناوله نيئًا في السلطة.
في المطبخ التوسكاني، غالبًا ما يستخدم الكرنب التوسكاني في الريبوليتا، وهو حساء سميك ودسم يتكون من مكونات مطبوخة لوجبة في اليوم السابق.
في اللغة الهولندية، يطلق عليه اسم «بالماكول» ، في إشارة إلى شكلها الذي يشبه النخيل مع نمو الأوراق من الساق، وخاصة بعد حصاد الأوراق السفلية. في السويدية والفنلندية، يُعرف باسم «سفارتكال» أو ماستاكالي، وتعني «الملفوف الأسود».

## الزراعة
يعود تاريخ الكرنب التوسكاني إلى القرن الثامن عشر في إيطاليا. هذا المستنبت شائع بين البستانيين بسبب لونه وملمسه، وكان من بين النباتات التي سجلها توماس جيفرسون في حديقته عام 1777 في مونتيسيلو. ينمو النبات حتى ارتفاع 60 سنتيمتر (2 قدم) ، مع أوراق متقرحة غالبًا ما يزيد طولها عن 30 سـم (1 قدم)وعرضها 2–4 بوصة (5–10 سـم). تُحصد الأوراق ذات الشكل الشريطي  عادةً من أسفل الساق، مما يترك بقية النبات يشبه شجرة النخيل

## الملاحظات
1. ↑  (باللاتينية: Lacinato kale) UK: /ˌlæsɪˈnɑːtoʊ, ˌlæ(t)ʃɪ-/ LASS-in-AH-toh-,_,[1] US: /ˌlɑːsɪ-/ LAH-sin--.[2]
2. ↑  /ˌkævəloʊ ˈnɛəroʊ, ˌkɑːv-/ KA(H)V-ə-loh-_-NAIR,[5][6][7][8] ‎it‏; literally 'black cabbage'.
3. ↑  (باللاتينية: Brassica oleracea)
4. ↑  حرفيًا: «مُعاد سلقه»
5. ↑  كما في اللغة الألمانية
6. ↑  palmkool[18] أو palmkohl
7. ↑  svartkål[19]
8. ↑  mustakaali